# Philaenus flavovittatus
Philaenus flavovittatus är en insektsart som beskrevs av Kato 1933. Philaenus flavovittatus ingår i släktet Philaenus och familjen spottstritar. Inga underarter finns listade i Catalogue of Life.